# إكرام الضيف

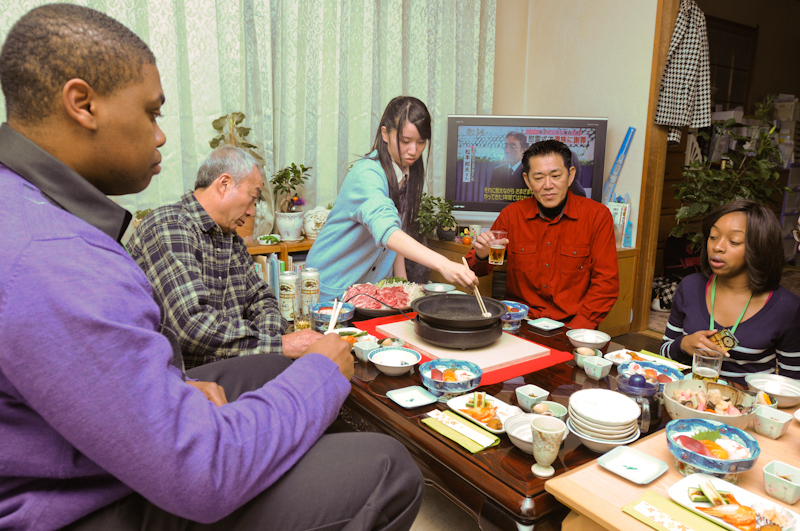

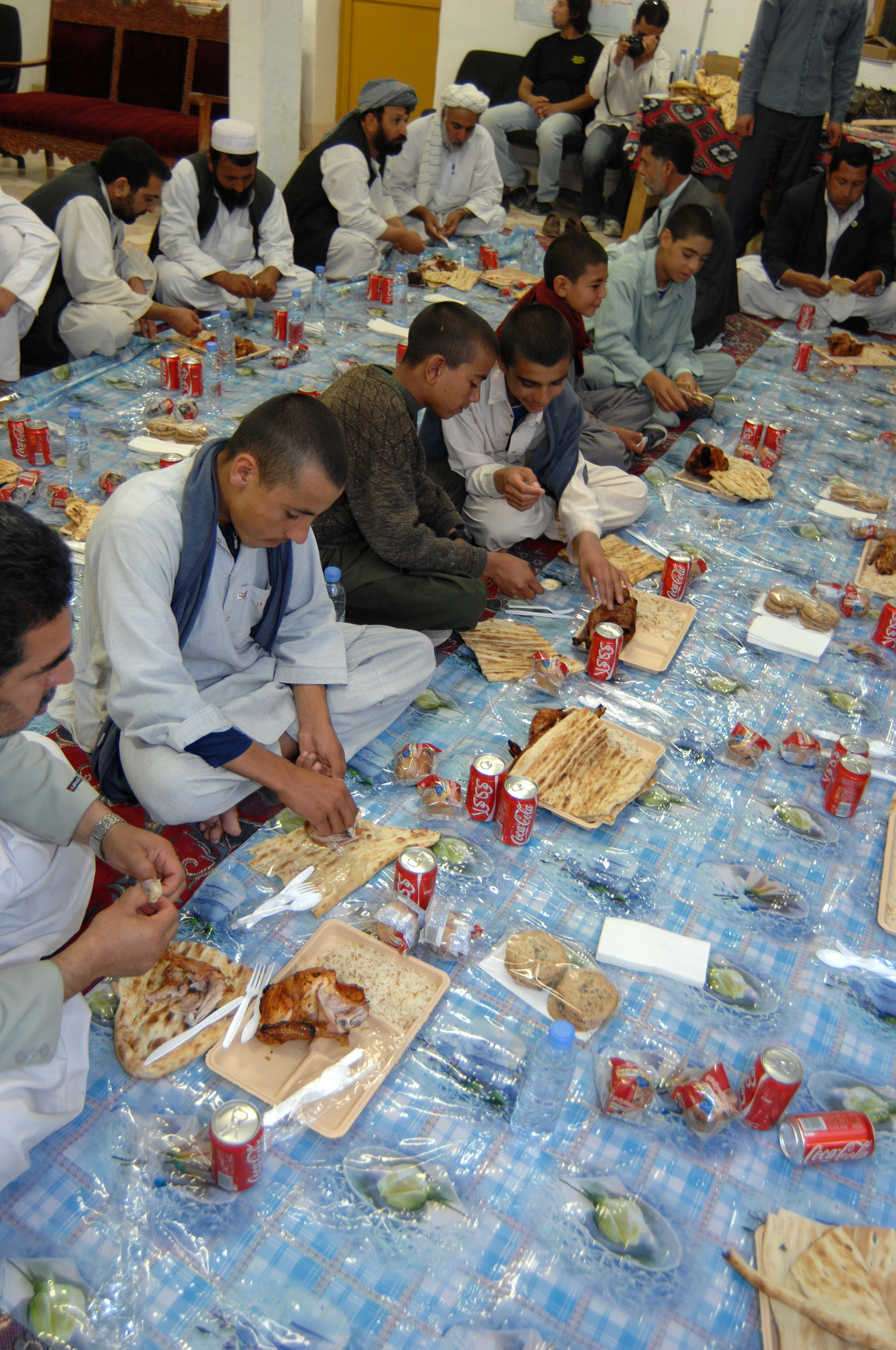

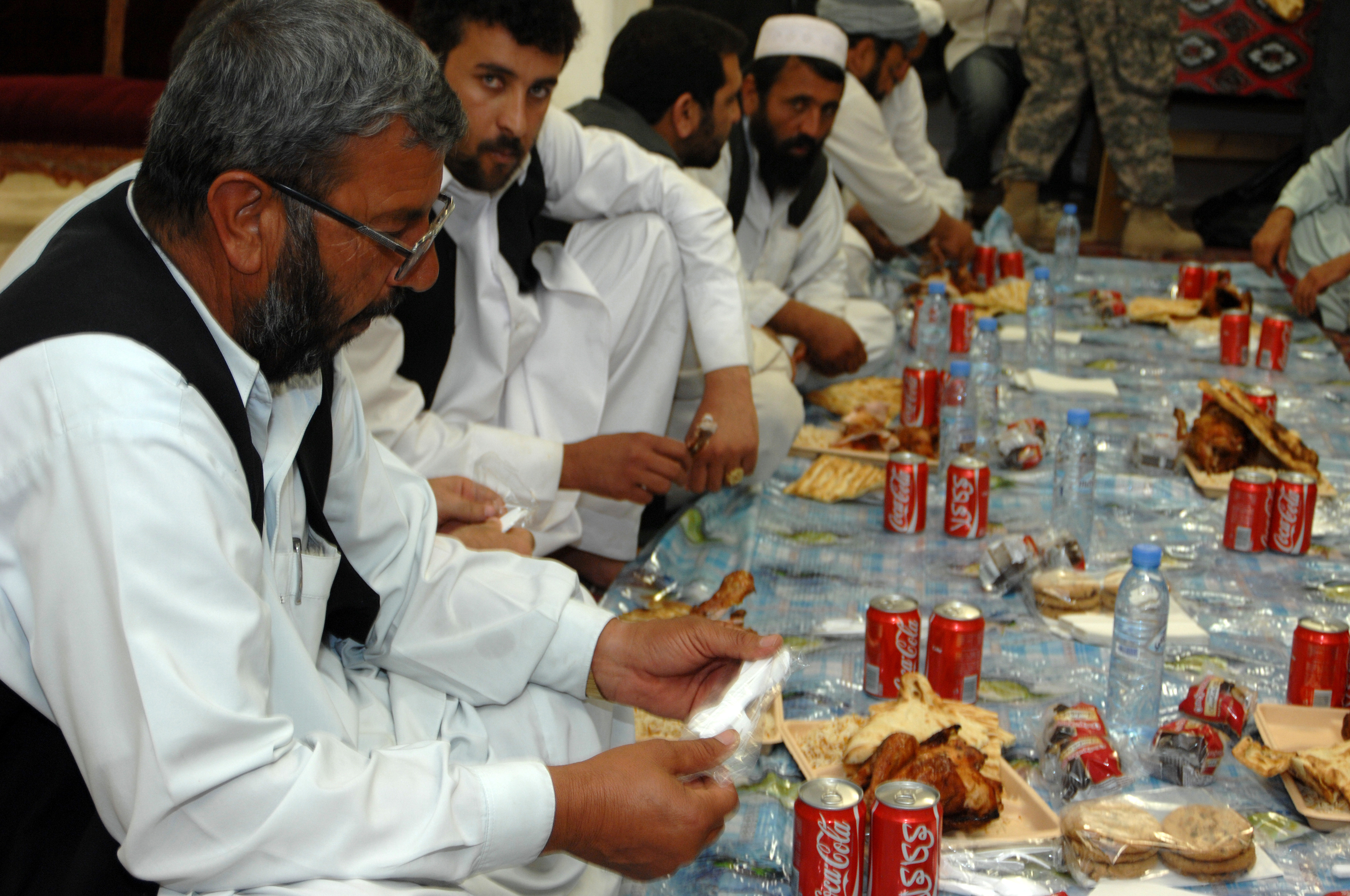

الضيافة أو إكرام الضيف هي العلاقة بين الضيف والمستضيف، وهي العمل الذي يجعل المرؤ مضيافا.

## إكرام الضيف في الإسلام

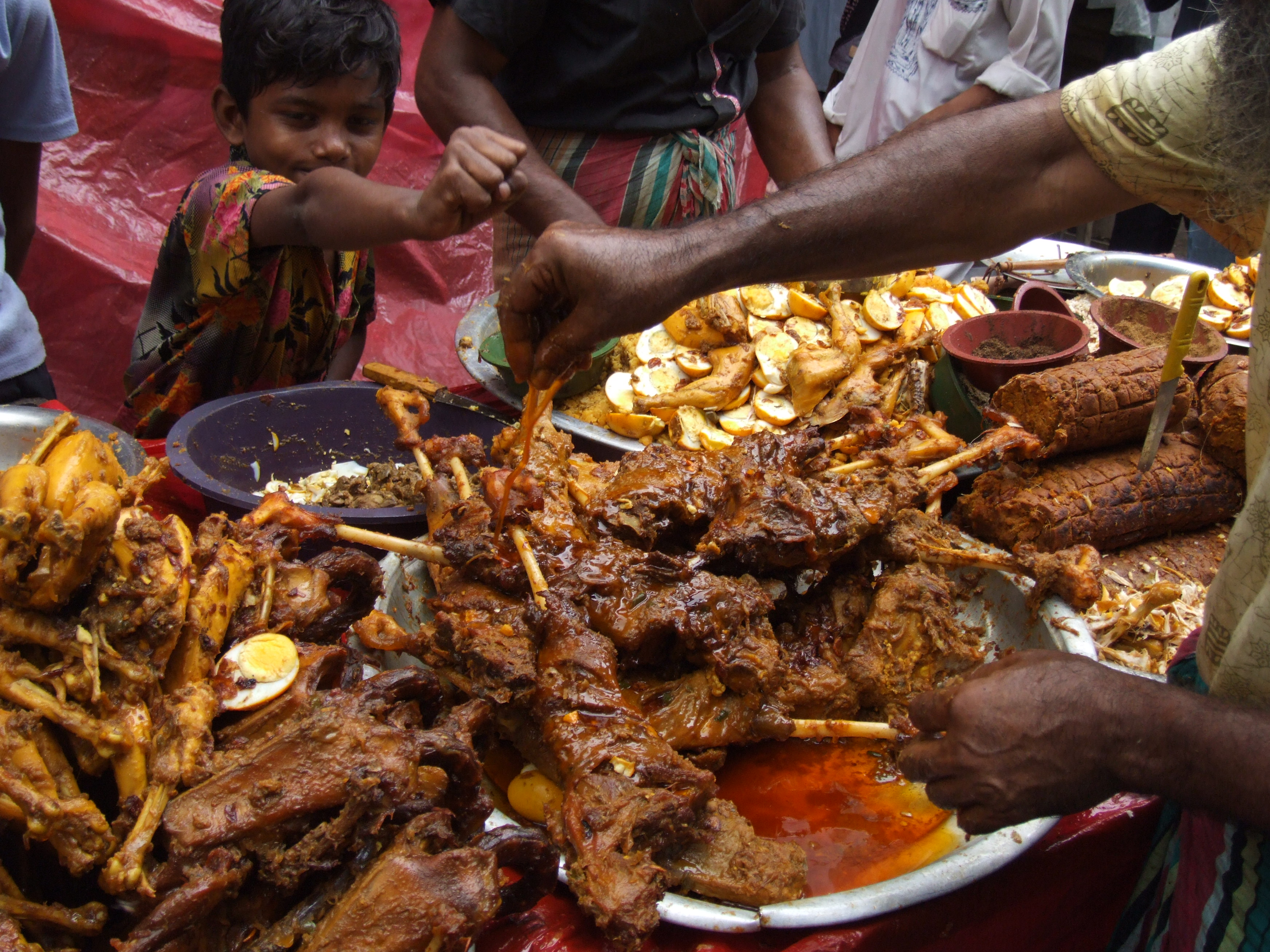
اكرام الضيف إفطار رمضان

فاستقبال الضيوف واستضافتهم وهو عمل كريم محبب للمسلم الصادق، ودليل واضح على قوة إيمانه، وهذه المعاني قد استخرجت من تعاليم النبي الذي حثنا على إكرام الضيف وإكرام وهو مصدر أكرمَ بمعنى عظَّم ونزَّه. وكذلك بمعنى: التكريم، الصَّون، الجود ذكر في القرآن: 
﴿وَيَبْقَى وَجْهُ رَبِّكَ ذُو الْجَلَالِ وَالْإِكْرَامِ ۝٢٧﴾ - سورة الرحمن
والإكرام هنا: الفضل التام. والضَّيْفُ النازلُ عند غيرهِ (يستوي فيه المفْرَدُ والمذكَّرُ وغيرُهُما، لأَنَّهُ في الأَصل مصدرٌ). وفي التنزيل العزيز:
﴿قَالَ إِنَّ هَؤُلَاءِ ضَيْفِي فَلَا تَفْضَحُونِ ۝٦٨﴾ - سورة الحجر. ويجمَعُ أَيضًا على أَضيافٍ، وضُيوفٍ، وضِيافٍ، وضِيفانٍ.
إن إكرام الضيف من مكارم الأخلاق، وجميل الخصال التي تحلَّى بها الأنبياء، وحثَّ عليها المرسلون، واتصف بها الأجواد كرام النفوس،  فمَنْ عُرِفَ بالضيافة عُرِف بشرف المنزلة، وعُلُوِّ المكانة، وانقاد له قومُه، فما ساد أحد في الجاهلية ولا في الإسلام، إلا كان من كمال سُؤدده إطعام الطعام، وإكرام الضيَّف وإكرام الضيف في طلاقة الوجه، وطيب الكلام، وقارن ذلك بحال أهل هذا الزمان، فالضيافة عند أكثرهم هي بتكثير الطعام، حتى إنك تجد كثيرًا من الناس من يمتنع عن القِرَى لعدم وجود اللحم في حال وجود الضيف، والقاصد لوجه الله يجود بالموجود، ولا يتكلف التكلف الذي هو فوق الطاقة، وأما ما دون ذلك فلا بأس به

### الضيافة في القرآن
| - ﴿فَرَاغَ إِلَى أَهْلِهِ فَجَاءَ بِعِجْلٍ سَمِينٍ ۝٢٦﴾ - سورة الذاريات. - ﴿وَلَقَدْ جَاءَتْ رُسُلُنَا إِبْرَاهِيمَ بِالْبُشْرَى قَالُوا سَلَامًا قَالَ سَلَامٌ فَمَا لَبِثَ أَنْ جَاءَ بِعِجْلٍ حَنِيذٍ ۝٦٩﴾ - سورة هود. ﴿وَجَاءَهُ قَوْمُهُ يُهْرَعُونَ إِلَيْهِ وَمِنْ قَبْلُ كَانُوا يَعْمَلُونَ السَّيِّئَاتِ قَالَ يَا قَوْمِ هَؤُلَاءِ بَنَاتِي هُنَّ أَطْهَرُ لَكُمْ فَاتَّقُوا اللَّهَ وَلَا تُخْزُونِ فِي ضَيْفِي أَلَيْسَ مِنْكُمْ رَجُلٌ رَشِيدٌ ۝٧٨﴾ - سورة هود. - ﴿يَا أَيُّهَا الَّذِينَ آمَنُوا لَا تَدْخُلُوا بُيُوتَ النَّبِيِّ إِلَّا أَنْ يُؤْذَنَ لَكُمْ إِلَى طَعَامٍ غَيْرَ نَاظِرِينَ إِنَاهُ وَلَكِنْ إِذَا دُعِيتُمْ فَادْخُلُوا فَإِذَا طَعِمْتُمْ فَانْتَشِرُوا وَلَا مُسْتَأْنِسِينَ لِحَدِيثٍ إِنَّ ذَلِكُمْ كَانَ يُؤْذِي النَّبِيَّ فَيَسْتَحْيِي مِنْكُمْ وَاللَّهُ لَا يَسْتَحْيِي مِنَ الْحَقِّ وَإِذَا سَأَلْتُمُوهُنَّ مَتَاعًا فَاسْأَلُوهُنَّ مِنْ وَرَاءِ حِجَابٍ ذَلِكُمْ أَطْهَرُ لِقُلُوبِكُمْ وَقُلُوبِهِنَّ وَمَا كَانَ لَكُمْ أَنْ تُؤْذُوا رَسُولَ اللَّهِ وَلَا أَنْ تَنْكِحُوا أَزْوَاجَهُ مِنْ بَعْدِهِ أَبَدًا إِنَّ ذَلِكُمْ كَانَ عِنْدَ اللَّهِ عَظِيمًا ۝٥٣﴾ - سورة الأحزاب. ﴿وَنَبِّئْهُمْ عَنْ ضَيْفِ إِبْرَاهِيمَ ۝٥١﴾ - سورة الحجر. ﴿قَالَ إِنَّ هَؤُلَاءِ ضَيْفِي فَلَا تَفْضَحُونِ ۝٦٨﴾ - سورة الحجر. ﴿وَلَقَدْ رَاوَدُوهُ عَنْ ضَيْفِهِ فَطَمَسْنَا أَعْيُنَهُمْ فَذُوقُوا عَذَابِي وَنُذُرِ ۝٣٧﴾ - سورة القمر. ﴿وَقَالَ الَّذِي اشْتَرَاهُ مِنْ مِصْرَ لِامْرَأَتِهِ أَكْرِمِي مَثْوَاهُ عَسَى أَنْ يَنْفَعَنَا أَوْ نَتَّخِذَهُ وَلَدًا وَكَذَلِكَ مَكَّنَّا لِيُوسُفَ فِي الْأَرْضِ وَلِنُعَلِّمَهُ مِنْ تَأْوِيلِ الْأَحَادِيثِ وَاللَّهُ غَالِبٌ عَلَى أَمْرِهِ وَلَكِنَّ أَكْثَرَ النَّاسِ لَا يَعْلَمُونَ ۝٢١﴾ - سورة يوسف. ﴿وَلَمَّا جَهَّزَهُمْ بِجَهَازِهِمْ قَالَ ائْتُونِي بِأَخٍ لَكُمْ مِنْ أَبِيكُمْ أَلَا تَرَوْنَ أَنِّي أُوفِي الْكَيْلَ وَأَنَا خَيْرُ الْمُنْزِلِينَ ۝٥٩﴾ - سورة يوسف. ﴿فَانْطَلَقَا حَتَّى إِذَا أَتَيَا أَهْلَ قَرْيَةٍ اسْتَطْعَمَا أَهْلَهَا فَأَبَوْا أَنْ يُضَيِّفُوهُمَا فَوَجَدَا فِيهَا جِدَارًا يُرِيدُ أَنْ يَنْقَضَّ فَأَقَامَهُ قَالَ لَوْ شِئْتَ لَاتَّخَذْتَ عَلَيْهِ أَجْرًا ۝٧٧﴾ - سورة الكهف. |

### الضيافة في السنة النبوية
حث النبي محمد على إكرام الضيف:
| - عن أبي هريرة قال: قال رسول الله ﷺ: "من كان يؤمنُ بالله واليوم الآخر فليُكرم ضيفَه" [رواه البخاري ومسلم]. - وعن أبي شُرَيحٍ خُويْلد بن عمرو قال: أبصرت عيناي رسول الله ﷺ وسمعتْهُ أذناي حين تكلم به، قال: "من كان يؤمن بالله واليوم الآخر فليكرم ضيفَهُ جائزتَهُ"، قالوا: وما جائزتُه؟ قال: "يومٌ وليلةٌ، والضيافة ثلاثة أيام، وما كان بعد ذلك فهو صدَقةٌ عليه" [رواه البخاري ومسلم]. - وفي رواية أخرى عنه أيضًا عن النبي ﷺ قال: "الضيافةُ ثلاثة أيام، وجائزتُه يوم وليلة، ولا يحل لرجل مسلم أن يقيم عند أخيه حتى يُؤثمه" قالوا: يا رسول الله وكيف يؤثمُهُ؟ قال: "يقيم عنده ولا شيء له يقْرِيه به" [رواه مسلم]. - وقال النبي لعبد الله بن عمروعنهما: "إن لزَوْرِك عليك حقًّا" [رواه البخاري ومسلم]. - ويقر النبي سلمان الفارسي على قوله لأبي الدرداء: "إن لضيفك عليك حقًّا" [رواه الترمذي] - وعن ابن عباس قال: خطب رسول الله ﷺ يوم تبوك فقال: "ما من الناس مثل رجل آخذ بعنان فرسه، فيجاهد في سبيل الله، ويجتنب شرور الناس، ومثل رجل في غنمه يقري ضيفَهُ ويؤدِّي حقَّهُ" [رواه أحمد في مسنده بإسناد صحيح]. - وعن أبي هريرة قال: جاء رجل إلى رسول الله ﷺ فقال: إني مجهودٌ ( المجهود من أصابه الجهد والمشقة والحاجة والجوع). فأرسل إلى بعض نسائه فقالت: والذي بعثك بالحق ما عندي إلا ماءٌ. ثم أرسل إلى أخرى فقالت مثل ذلك، حتى قلن كلهنَّ مثل ذلك: لا والذي بعثك بالحق. فقال: "من يُضيف هذا الليلة رَحمه الله" فقام رجل من الأنصار فقال: أنا يا رسول الله. فانطلق به إلى رحْلِهِ فقال لامرأته: هل عندك شيءٌ؟ قالت: لا إلا قُوتُ صِبياني. قال: فعلليهم بشيء، فإذا دخل ضيفنا فاطفئي السراج، وأريه أنا نأكل، فإذا أهوى ليأكل فقومي إلى السِّراج حتى تُطفئيه. قال: فقعدوا وأكل الضيف فلما أصبح غدا على النبي ﷺ فقال: "قد عجب الله من صنيعكما بضيفكما الليلة" [رواه البخاري ومسلم]. |

## العرب وإكرام الضيف في العصر الجاهلي
لقد تميز العرب بإكرام الضيف، وتفردوا بهذه المكرمة، وافتخروا بها على الأمم، ولم تكن خصلة عندهم تفوق خصلة الكرم، وقد بعثتها فيهم حياة الصحراء القاسية، وما فيها من إجداب وإمحال، حيث كان العرب يعيشون في بادية شحيحة بالزاد وحياتهم ترحال وتجوال، وكل واحد منهم معرض لأن ينفذ زاده، فهو يقري ضيفه اليوم لأنه سيضطر إلى أن يضيف عند غيره في يوم، فليس في البادية ملجأ يلجأ الفرد إليه غير الخيام المضروبة هنا وهناك، ملاجئ تعتبر قوارب النجاة.
لقد كان الكَرَم مِن أبرز الصِّفات في العصر الجاهلي، بل كانوا يتباهون بالكَرَم والجُود والسَّخاء، ورفعوا مِن مكانة الكَرَم،  وكانوا يصفون بالكَرَم عظماء القوم، واشتهر بعض العرب بهذه الصِّفة الحميدة حتى صار مضربًا للمثل، كان حاتم الطَّائي مِن أشهر مَن عُرِف عند العرب بالجُود والكَرَم حتى صار مضرب المثل في ذلك.
مِن الكُرَماء المشهورين في العصر الجاهلي: عبد الله بن جُدْعَان، فقد اشتهر بكرمه وجوده وسخائه وعطائه.
و (كان عبد الله بن جُدْعَانَ مِن مُطْعِمي قريش، كهاشم بن عبد مناف، وهو أوَّل مَن عمل الفالوذ للضَّيف، وقال فيه أميَّة بن أبي الصَّلت.
له داع بمكَّة مُشْمَعِلٌّ وآخر فوق دارته ينادي
إلى درج من الشِّيزَى ملاء لُبابَ البُرِّ يُلْبَكُ بالشِّهادِ

### إكرام الضيف في الشعر العربي

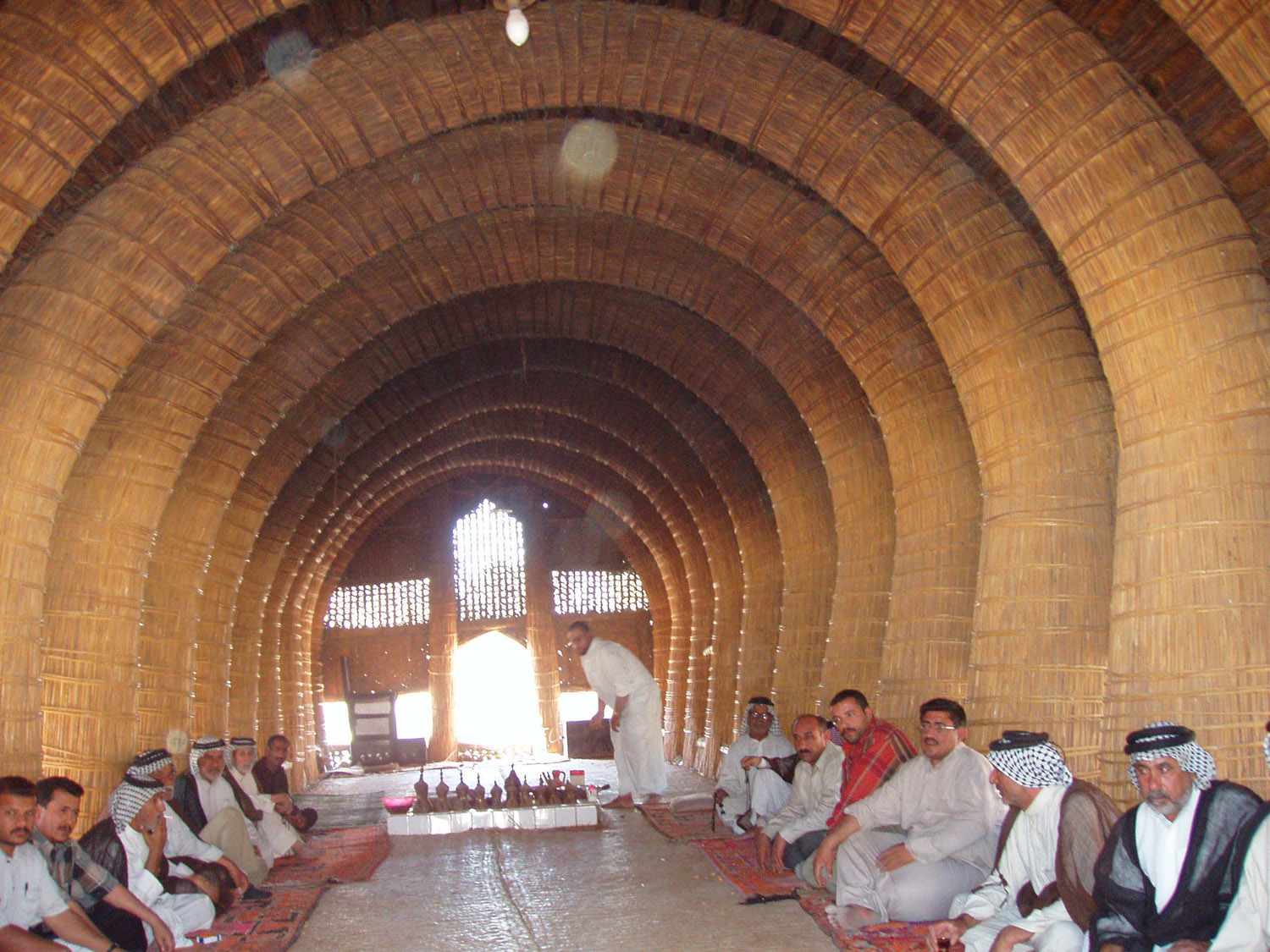
مضيف في أهوار العراق من اماكن استقبال الضيوف واكرامهم

الضيافة عند البدو أمر عظيم لا يفوقها أي امر آخر، واكرام الضيف هي الصفة الملازمة لأهل البادية، وهي إحدى اركان عاداتهم وتقاليدهم التي توارثوها. فللضيف مكانة عظيمة في نفس البدو لا يتوانون في تقديم له حقه من الضيافة وذلك متى ما دخل في مضربهم وحل في حماهم.
ولاشك ان كرم الضيافة طبع اصيل تميز به العرب عن غيرهم من باقي الامم. والضيف عند البدو هو الشخص إذا وفد إلى موضع غير موضعه أو الجماعة إذا حلو عند جماعة أخرى ويسمون (فريق أو قصراء). ويقدم للضيف حق الضيافة حتى لو كان عدواً مادام انه نزل أو دخل بيت مضيفه لأن من دخل البيت فقد أمن على نفسه وخاصة إذا تناول طعاماً أو شراباً فيصبح في مأمن ولو كان في وكر عدوه.
قصيدة الشاعر الحطيئة وهو لقب له لقصره ودنوه من الأرض واسمه جرول بن أوس. يصوّر لنا قصة إكرام الضيف وعادة العرب في احترامه وتقديم الطعام له إكراماً له وإن لم يكن عند المضيف شيء ففي هذه القصيدة يصور أسرة فقيرة تعيش في شعب بعيد الناس دخل عليها ضيف وقد اندهش أب الأسرة ولكنه شمّر عن ساعد الجد وهمّ بذبح ابنه واطاعه ابنه بذلك إكراماً للضيف حتى لا يدعي الرد بالعدم والعوز.
| - قصيدة "الشاعر الحطيئة" جرول بن أوس يصوّر قصة إكرام الضيف وطاوي ثلاث عاصب البطن مرملبتيهاء لم يعرف بها ساكن رسماأخي جفوة فيه من الإنس وحشةيرى البؤس فيها من شراسته نعمىوأفرد في شعب عجوزا إزاءهاثلاثة أشباح تخالهم بهمارأى شبحا وسط الظلام فراعهفلما بدا ضيفا تسور واهتمافقال ابنه لما رآه بحيرةأيا أبت اذبحني ويسر له طعماولا تعتذر بالعدم عل الذي طرايظن لنا مالا فيوسعنا ذمافروى قليلا ثم أحجم برهةوإن هو لم يذبح فتاه فقد همافبينا هما عنت على البعد عانةقد انتظمت من خلف مسحلها نظماعطاشا تريد الماء فانساب نحوهاعلى أنه منها على دمها أظمافأمهلها حتى تروت عطاشهافأرسل فيها من كنانته سهمافخرت نحوص ذات جحش سمينةقد اكتنزت لحما وقد طبقت شحمافيا بشره إذ جرها نحو قومهويا بشرهم لما رأوا كلمها يدمىفباتوا كراما قد قضوا حق ضيفهمفلم يغرموا غرما وقد غنموا غنماوبات أبوهم من بشاشته أبالضيفهم والأم من بشرها أما | - قصيدة دعبل الخزاعي: اللهُ يَعْلَمُ أَنَّني ما سَرَّنيشَيْءٌ كَطارِقَةِ الضُّيوفِ النُّزَّلِما زِلْتُ بالتَّرحِيبِ حتى خِلْتُنيضَيفًا لَهُ والضَّيْفَ رَبَّ المَنْزِلِ - قصيدة البحتري: وَ مَا رَأَيْتَ المَجْدَ أَلْقَى رَحْلَهُفي آلِ طَلْحَةَ ثُمَّ لَمْ يَتَحَوّلِضَيْفٌ لَهُمْ يَقْري الضُّيوفَ ونَازِلٌمُتَكَفِّلٌ عَنْهُمْ بِبِرِّ النُّزَّلِ - قصيدةالفرزدق: وَ قَدْ عَلِمَ الجِيرانُ أنَّ قُدورَناضَوامِنُ للأرزاقِ والرِّيحُ زَفْزَفُنُعَجِّلُ للضِّيفانِ في المَحْلِ بالقِرىقُدورًا بِمَعْبُوطٍ تُمَدَّ وتُغْرَفُتُفَرَّغُ في شِيزَى كأنَّ جِفانَهاحِياضُ جِبًى مِنْها مِلاءٌ ونُصَّفُتَرَى هَوْلَهُنَّ المُعْتَفِينَ كَأنَّهُمْعلى صَنَمٍ في الجاهِلِيَّةِ عُكَّفُ |

## واجبات الضيافة
- ومن تمام الضيافة أن تفرح بمقدم ضيفك، وتظهر له البشر، وأن تلاطفَهُ بحسن الحديث، وتشكرَه على تفضله ومجيئه، وتقوم بخدمته، وتظهر له الغِنى وبشاشة الوجه.
- فقد قيل: البشاشة في الوجه خير من القرى.
- وقال ابن حبان: «ومن إكرام الضيف طيبُ الكلام، وطلاقة الوجه، والخدمةُ بالنفس فإنه لا يَذِلُّ من خدَم أضيافه، كما لا يعِزُّ من استخدمهم، أو طلب لِقرَاه أجرًا».
- وإكرام الناس وسادتهم يقضون هذا الحق، فيقبلون على ضيوفهم، ويرفعون من قدرهم، ويُعلون من منزلتهم، والتقربُ تجمُّلُ الحديث، والبسطُ، والتأنيسُ، والتلقّي بالبشر من حقوق القِرَى، ومن تمام الإكرام.
- وقالوا: «من تمام الضيافة الطلاقة عند أوَّلِ وهْلَةٍ، وإطالةُ الحديث عند المأكلة».

## الأداب التي يجب أن يراعيها المضيف مع ضيفه
- تعجيل الطعام، لأن ذلك من إكرام الضيف، قال حاتم الأصم: العجلة من الشيطان إلا خمسة فإنها من سنة النبي محمد «اطعام الضيف، وتجهيز الميت، وتزويج البكر، وقضاء الدين، والتوبة من الذنب».
- إذا عزم على ضيفه بالطعام فاعتذر فأمسك عنه بمجرد الاعتذار وكأنه تخلص من ورطه، كان ذلك علامة على بخله وسوء تصرفه، بل لا يقول لضيفه: هل أقدم لك طعاما؟ فإن ذلك علامة البخل أيضا، بل عليه أن يقدم الطعام.
- وكما قال الثورى: إذا زارك أخوك فلا تقل له أتأكل؟ أو أأقدم إليك؟ ولكن قدم فإن أكل وإلا فارفع.
- ألا يبخل بمائدة، أو يوارى بعض الطعام.
- حكى عن بعض البخلاء أنه استأذن عليه ضيف وبين يديه خبز وزبدية فيها عسل نحل، فرفع الخبز، وأراد أن يرفع العسل، فدخل الضيف قبل أن يرفعه، فظن الرجل أن ضيفه لا يأكل العسل بلا خبز، فقال له: ترى أن تأكل عسلا بلا خبز قال: نعم، وجعل يلعق العسل لعقة بعد لعقه، فقالا له هذا البخيل، مهلاً يا أخى والله أنه يحرق القلب، قال: نعم صدقت ولكن قلبك ".
- ومن الآداب التي يراعيها المضيف كذلك ألا يرفع المائدة قبل أن يأخذ الضيف كفايته من الطعام.
- وكذلك لا يشبع قبله ثم ينصرف ويتركه لأن ذلك يحرج الضيف، بل حتى لو كان شبعانا أن يشاركه أو حتى يوهمه بالمشاركة ومحادثة الضيف بما يميل إليه نفسه.
- ولا ينام قبله.
- ولا يشكو الزمان بحضوره.
- كما لا يكلف نفسه فوق ما يطيق.
- وكذا من السنة تشييع الضيف إلى باب الدار.[11]

## وصلات خارجية
- الحديث الشريف
- الموسوعة الحديثية الإلكترونية